# Hamilton (rivière)
Pour les articles homonymes, voir Hamilton.
La  rivière Hamilton  est un cours d’eau  de la région de Marlborough de l’Île du Sud de la  Nouvelle-Zélande.

## Géographie
C’est un affluent du fleuve Wairau.